# Karl Frey

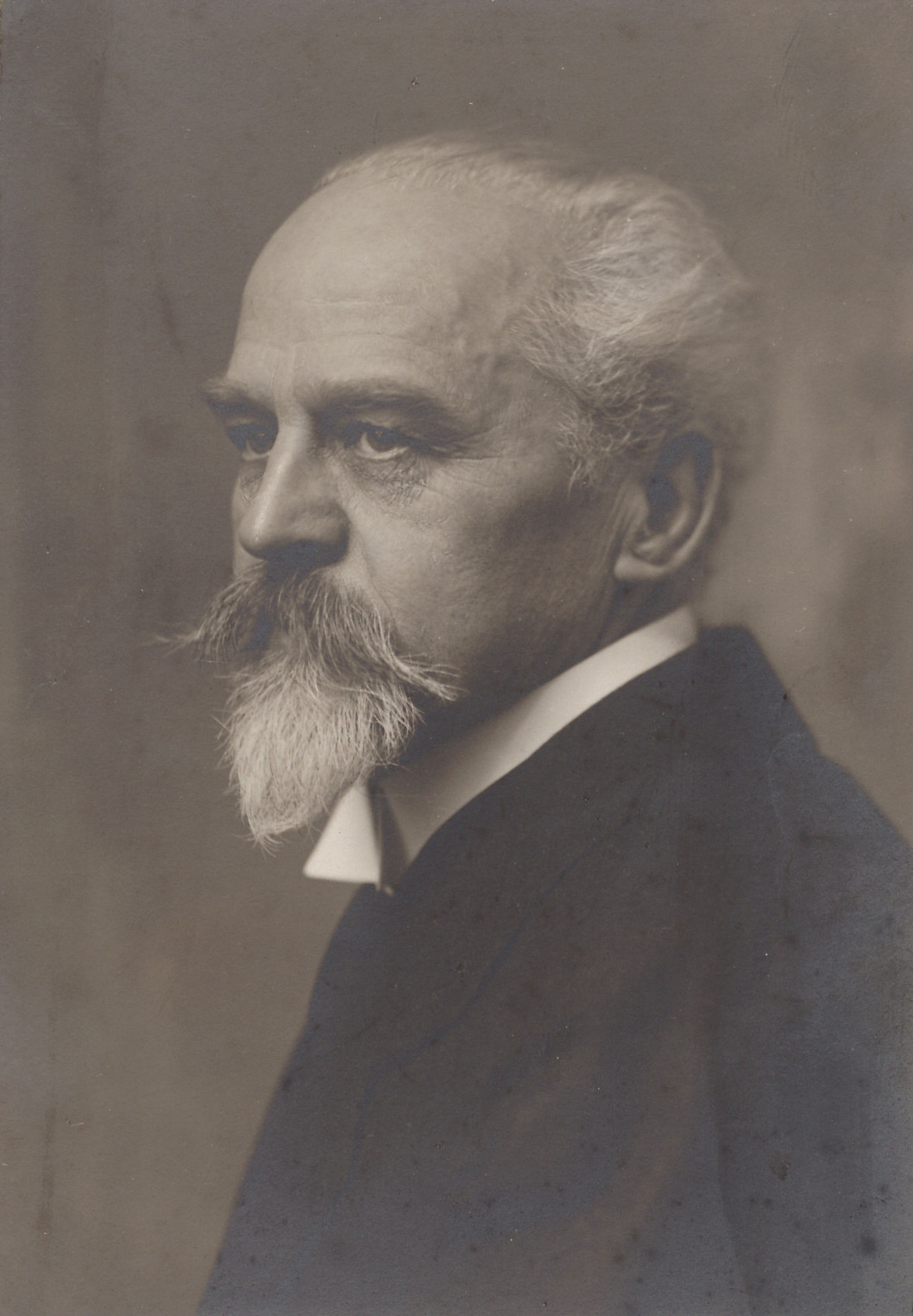
Karl Frey, omkring 1910

Karl Frey, född 1857, död 1917, var en tysk konsthistoriker.
Frey verkade från 1887 som professor vid Berlins universitet och ägnade sig framför allt åt Italiens renässanskonst, i synnerhet Michelangelo, var brev och handteckningar han utgav (1907 respektive 1911), och varöver han började utge en större monografi (första bandet 1907). Efter hans död utkom Der literarische Nachlass Giorgio Vasaris (1923).